# Ayaviri (Melgar)
Ayaviri é uma cidade do Peru, situada na região de  Puno. Capital da província de  Melgar, sua população em 2017 foi estimada em 21.859 habitantes.